# زمین‌لرزه فلسطین
زمین‌لرزه فلسطین ممکن است به یکی از موارد زیر اشاره داشته باشد:
- زمین‌لرزه ۱۹۲۷ فلسطین
- زمین‌لرزه ۱۹۰۳ فلسطین